# Sedmiboj

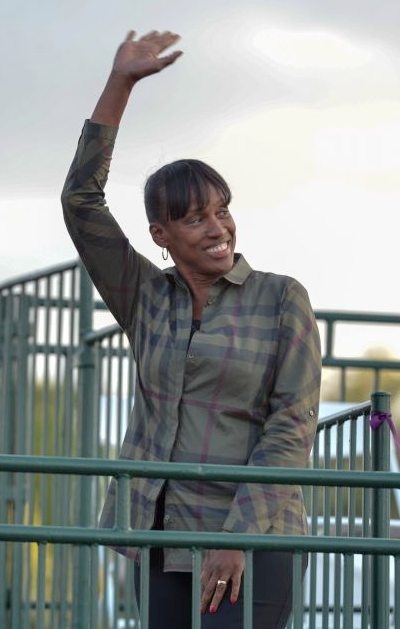
Jackie Joynerová-Kerseeová – držitelka světového rekordu v sedmiboji

Sedmiboj je ženská lehkoatletická disciplína skládající se z sedmi původně samostatných lehkoatletických disciplín.

## Historie
Ženský sedmiboj je obdobou mužského desetiboje. Do programu olympijských her byl ženský atletický víceboj poprvé zařazen v roce 1960, tehdy byl složen z pěti disciplín. Počínaje rokem 1984 byl na olympiádách nahrazen sedmibojem v současné podobě. Na mistrovství Evropy v atletice se první soutěž v ženském atletickém víceboji konala již v roce 1948, až do roku 1978 šlo o pětiboj, v roce 1982 byl již na programu sedmiboj v současné podobě.
Ženský sedmiboj se koná pouze na dráze (pod otevřeným nebem). V halové sezoně je složení vícebojů z technických důvodů okleštěno (např. nemožnost absolvovat hod oštěpem), takže v hale absolvují ženy pouze halový pětiboj. Bodovací tabulky jsou k dispozici na 

## Soutěž
Koná se ve dvou soutěžních dnech. První den absolvují atletky čtyři disciplíny, druhý den zbývající tři disciplíny. Sedmiboj je součástí olympijských her.
1. den
- běh na 100 metrů překážek
- skok do výšky
- vrh koulí
- běh na 200 metrů

2. den
- skok daleký
- hod oštěpem
- běh na 800 metrů

## Současné rekordy – dráha
| Ženy              |       |                    |                            |           |                   |
| Rekord            | Body  | Stát               | Atletka                    | Město     | Datum rekordu     |
| Světový rekord    | 7 291 | USA                | Jackie Joynerová-Kerseeová | Soul      | 23. a 24. 9. 1988 |
| Český rekord      | 6 460 | Česko              | Eliška Klučinová           | Kladno    | 15. 6. 2014       |
| Rekord MS         | 7 128 | USA                | Jackie Joynerová-Kerseeová | Řím       | 28. a 29. 8. 1987 |
| Rekord ME         | 6 823 | Spojené království | Jessica Ennisová           | Barcelona | 2010              |
| Olympijský rekord | 7 291 | USA                | Jackie Joynerová-Kerseeová | Soul      | 23. a 24. 9. 1988 |

## Současné rekordy podle kontinentů
| Rekord                    | Výkon (bodů) | Atlet                      | Stát      | Město    | Datum       |
| ------------------------- | ------------ | -------------------------- | --------- | -------- | ----------- |
| Evropa                    | 7 032        | Carolina Klüftová          | Švédsko   | Ósaka    | 26. 8. 2007 |
| Afrika                    | 6 423        | Margaret Simpson           | Ghana     | Götzis   | 29. 5. 2005 |
| Asie                      | 6 942        | Gáda Šuáová                | Sýrie     | Götzis   | 26. 5. 1996 |
| Severní a střední Amerika | 7 291        | Jackie Joynerová-Kerseeová | USA       | Soul     | 24. 9. 1988 |
| Jižní Amerika             | 6 346        | Evelis Jazmin Aguilarová   | Kolumbie  | Ibagué   | 14. 3. 2021 |
| Oceánie                   | 6 695        | Jane Flemming              | Austrálie | Auckland | 28. 1. 1990 |
| Ženy na iaaf.org          |              |                            |           |          |             |

## Top 10 atletek
| Pořadí           | Výkon (bodů) | Atletka                         | Místo    | Datum       |
| ---------------- | ------------ | ------------------------------- | -------- | ----------- |
| 1.               | 7 291        | Jackie Joynerová-Kerseeová      | Soul     | 24. 9. 1988 |
| 2.               | 7 032        | Carolina Klüftová               | Ósaka    | 28. 8. 2007 |
| 3.               | 7 013        | Nafissatou Thiamová             | Götzis   | 28. 5. 2017 |
| 4.               | 7 007        | Larisa Turčinská                | Brjansk  | 11. 6. 1989 |
| 5.               | 6 988        | Anna Hallová                    | Götzis   | 28. 5. 2023 |
| 6.               | 6 985        | Sabine Braunová                 | Götzis   | 31. 5. 1992 |
| 7.               | 6 981        | Katarina Johnsonová-Thompsonová | Dauhá    | 4. 10. 2019 |
| 8.               | 6 955        | Jessica Ennisová-Hillová        | Londýn   | 4. 8. 2012  |
| 9.               | 6 946        | Sabine Johnová                  | Postupim | 6. 5. 1984  |
| 10.              | 6 942        | Gáda Šuáová                     | Götzis   | 26. 5. 1996 |
| Ženy na iaaf.org |              |                                 |          |             |